# Lou Llobell
Lou Llobell, född 18 january 1995 i Zimbabwe, är en spansk-zimbabwisk skådespelare.
Llobell har bland annat medverkat i TV-serien Foundation. Hon har även medverkat i filmerna Voyagers och The Pilgrim.

## Filmografi (i urval)
- 2021 – Voyagers
- 2021 – The Pilgrim
- 2021–2023 – Foundation (TV-serie)